# Escándalo D'Alessio
El escándalo D'Alessio es un escándalo político y una causa judicial argentina, la cual investiga si existió una organización ilegal bajo el control de agentes o exagentes de inteligencia -orgánicos e inorgánicos- ligados con la agencia de inteligencia nacional (AFI) y organismos de espionaje internacional como la CIA, la cual habría realizado (a partir de diciembre de 2018, pero con probable actividad previa a esa fecha) actividades delictivas de diversa índole, vinculadas al espionaje ilegal en los ámbitos judicial, político, empresarial y periodístico, y cuya cara más visible era el falso abogado/experto en seguridad Marcelo D'Alessio.
El caso se inició luego de la denuncia del productor agrario Pedro Etchebest al falso abogado D'Alessio y al fiscal Carlos Stornelli, por una presunta extorsión para no involucrarlo en la Causa de los cuadernos. Al mismo tiempo, D'Alessio, Stornelli y un grupo de fiscales y comisarios bonaerenses fueron también denunciados por un intento de extorsión al empresario aduanero Gabriel Traficante; siendo condenado D'Alessio a 4 años de prisión por este crimen en 2021.

## Denuncias y causa judicial
La presunta maniobra extorsiva se habría iniciado en diciembre de 2018 cuando Marcelo D’Alessio le habría afirmado falsamente al empresario Pedro Etchebest -a quien conocía de Enarsa- que un arrepentido de la Causa de los cuadernos, Juan Manuel Campillo, extitular de la Oncca (Oficina Nacional de Control Comercial Agropecuario) lo había señalado como recaudador allí. D’Alessio le habría asegurado a Etchebest que arreglaría el asunto con su amigo Stornelli pero para solucionar la cuestión “Carlos va a pedir una atención”. D’Alessio habría mencionado la cifra de medio millón de dólares.
El 13 de febrero de 2019 el juez de Dolores Alejo Ramos Padilla y el de Lomas de Zamora Federico Villena  que estaban investigando a D’Alessio por presunta extorsión y por lavado de dinero originado en el narcotráfico, respectivamente, ordenaron varios allanamientos que se realizaron en un departamento en Puerto Madero, en una casa en  la provincia del Chaco y en el domicilio particular de D'Alessio, donde además de diez autos de lujo, dos motos de alta cilindrada, un yate y una colección de 50 relojes de alto valor, encontraron cuantioso material bélico, de inteligencia, sofisticado armamento, una placa de la DEA y remeras del FBI.
El 27 de marzo el fiscal Carlos Stornelli fue declarado en rebeldía por el juez Ramos Padilla luego de no haber concurrido sin justificación a cuatro citaciones a prestar declaración indagatoria, y le solicitó al procurador general de la Nación, Eduardo Casal, que arbitre los medios necesarios para "garantizar la comparecencia" del fiscal federal ante los tribunales de Dolores. Ramos Padilla le imputa a Stornelli haber sido parte de una "organización delictiva" que realizaba tareas de espionaje ilegal, algunas de las ellas relacionadas con investigaciones en curso donde entiende como fiscal.
En octubre de 2020, el juez Ramos Padilla  dispuso la elevación a juicio de los procesados Marcelo D´Alessio, Rolando Hugo Barreiro, Carlos Stornelli, Juan Ignacio Bidone, Daniel Santoro, Pablo Gonzalo Pinamonti, Ricardo Oscar Bogoliuk, Norberto Aníbal Degastaldi, Carlos Alberto Liñani, Eduardo Ariel Menchi y Mariano Díaz Strunz. En el caso del periodista Daniel Santoro el procesamiento era como  autor del delito de “coacción y extorsión en grado de tentativa”. En diciembre la Cámara Federal de Mar del Plata revocó el procesamiento de Santoro argumentando que “los hechos atribuidos… solo podrían encuadrarse dentro de un neutral ejercicio de su actividad profesional, la que -con aciertos o equívocos- no permiten por sí solos ni aún en el contexto circunstancial referido considerarlos como contribuciones directas al plan criminal”. El fiscal Stornelli había sido procesado en primera instancia como miembro de una “asociación ilícita” en concurso ideal con violación a la ley de inteligencia” y por los delitos de incumplimiento de deberes legales de funcionario público y coacción. En el mismo fallo la Cámara revocó parcialmente ese procesamiento, descartó que haya integrado una asociación ilícita pero lo mantuvo procesado como instigador en la presunta comisión del delito de “producción de inteligencia ilegal sobre las personas, sea por sus acciones privadas o por la actividad lícita que desarrollen en cualquier esfera de acción”, ello por su participación en dos hechos: cuando al abogado José María Ubeira se le habría intentado colocar una cámara oculta y por lo ocurrido con Castañón Distéfano, el exesposo de la pareja de Stornelli.
En diciembre de 2021 La Cámara de Casación ordenó que el caso D'Alessio pase a los tribunales federales de la Capital Federal y deje de tramitar ante la justicia de Dolores. En ese mismo año D'Alessio y el grupo de fiscales y comisarios bonaerenses denunciados por los intentos de extorsión al ruralista Pedro Etchebest y al empresario aduanero Gabriel Traficante fueron condenados por este último crimen, D'Alessio recibió 4 años de prisión, y los demás acusados también recibieron penas de cárcel (alrededor de los 2 años). En febrero se 2023, a punto de ir a juicio, uno de los acusados de extorsión, Eduardo Menchi, apareció con un tiro en la cabeza del baño de su casa; Menchi también estaba vinculado al Triple crimen de General Rodríguez, y es de hecho la segunda muerte en extrañas circunstancias —siendo la primera el sospechoso fallecimiento en 2021 de Carlos Liñani, un ex empleado de la Aduana Argentina también procesado— y producto de las causas surgidas por el escándalo D'Alessio.